# Teratornis merriami
Teratornis merriami (Miller, 1909) è un uccello estinto della famiglia Teratornithidae, i cui resti fossili sono stati ritrovati in Nordamerica nei depositi del Pleistocene. Si tratta dell'unica specie del genere Teratornis (Miller, 1909), al quale un tempo veniva ascritta col nome Teratornis incredibilis il gigantesco uccello Aiolornis incredibilis.

Tutti i resti ritrovati risalgono al tardo Pleistocene e all'inizio dell'Olocene, tranne uno, quello ritrovato in Florida, risalente invece all'inizio del Pleistocene.
Questa specie è la meglio conosciuta della propria famiglia, in quanto ne sono stati ritrovati abbondanti resti fossili e subfossili, appartenenti a più di 100 individui e ritrovati in Nevada, Arizona, Florida e soprattutto nei pozzi di catrame di Rancho La Brea, in California. L'esemplare ritrovato in Florida potrebbe appartenere a una sottospecie oppure a una specie vera e propria differente dalle altre.

## Descrizione

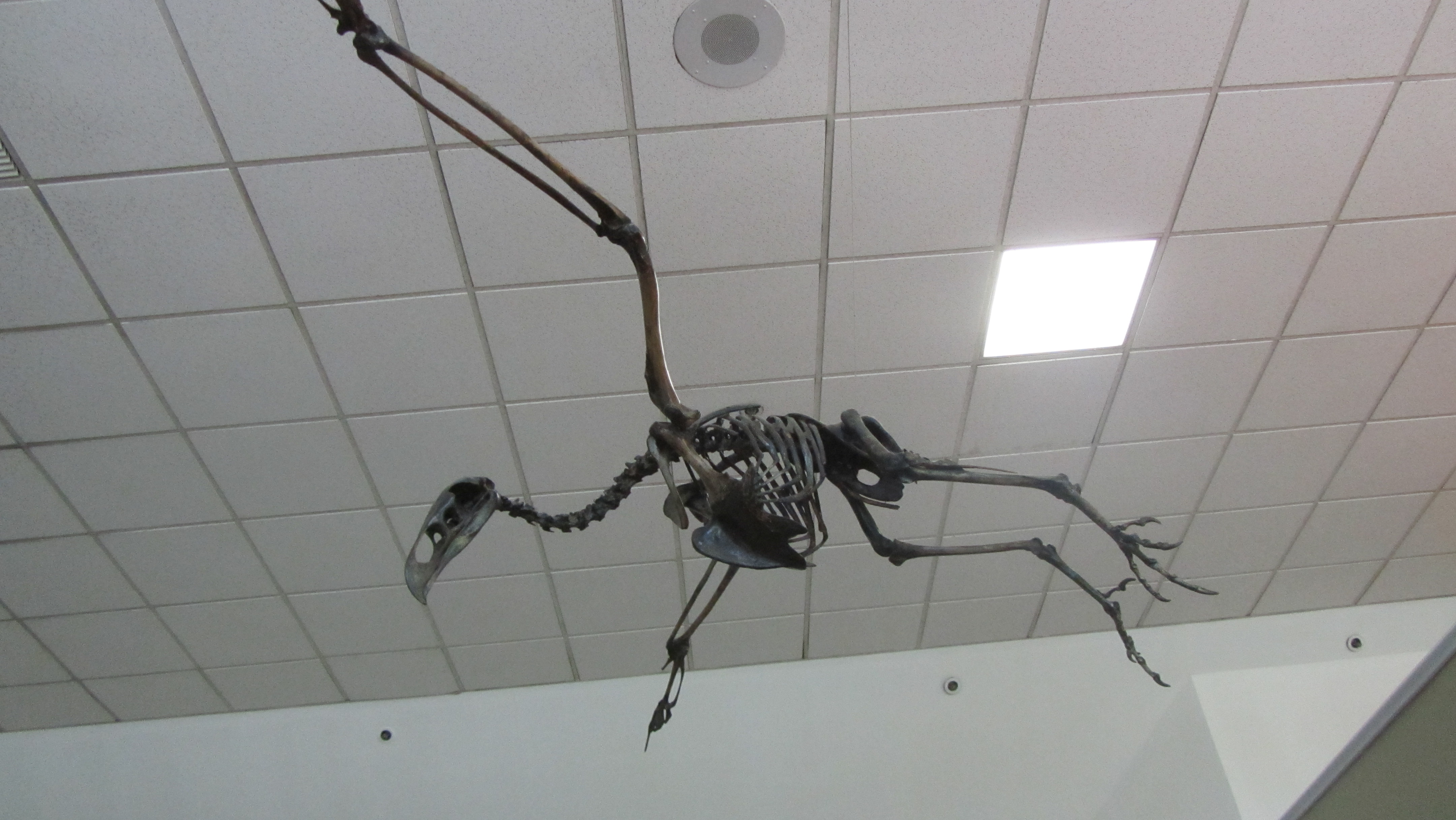
Scheletro in posizione di volo.

Alto circa 75 cm, pesante fino a 15 kg e con un'apertura alare che superava i tre metri e mezzo, questo animale è uno fra i più grandi uccelli volatori di tutti i tempi.
Le ali presentano ossa delle dita completamente fuse (come osservabile anche negli uccelli odierni): parte dell'indice resta tuttavia separata a formare un robusto supporto per le remiganti, permettendo all'animale di sfruttare al meglio le correnti ascensionali. Tuttavia, essendo il carico alare non eccessivamente ampio, questo uccello (a differenza dei condor) era in grado di volare attivamente e di sollevarsi dal suolo sbattendo le ali, senza prendere rincorse.

Le zampe posteriori appaiono invece simili a quelle dell'attuale condor andino, sebbene più robuste: le dita delle zampe presentano robusti artigli che permettevano all'animale di strappare brandelli di carne, ma la conformazione delle dita non permetteva all'arto di effettuare una presa salda come negli attuali rapaci.

## Paleoecologia
Generalmente si pensa che il Teratornis vivesse in maniera simile agli attuali condor, nutrendosi di carogne e aggredendo sporadicamente animali vecchi o malati. Questo è dovuto al fatto che la stragrande maggioranza dei resti fossili di questo uccello sono stati ritrovati nei pozzi di bitume di Rancho La Brea, assieme ai resti di numerosissime specie che finivano intrappolate nel catrame mentre si avvicinavono alle adiacenti pozze d'acqua per dissetarsi: pertanto, i Teratornis dovettero trovare la morte mentre tentavano di cibarsi dei resti degli animali rimasti intrappolati, finendo a loro volta invischiati. Se così fosse, il Teratornis doveva avere un ruolo fondamentale nello squarciare la pelle coriacea delle carcasse dei grossi animali che affollavano il Pleistocene, rendendone accessibili le interiora ad altre specie spazzine.

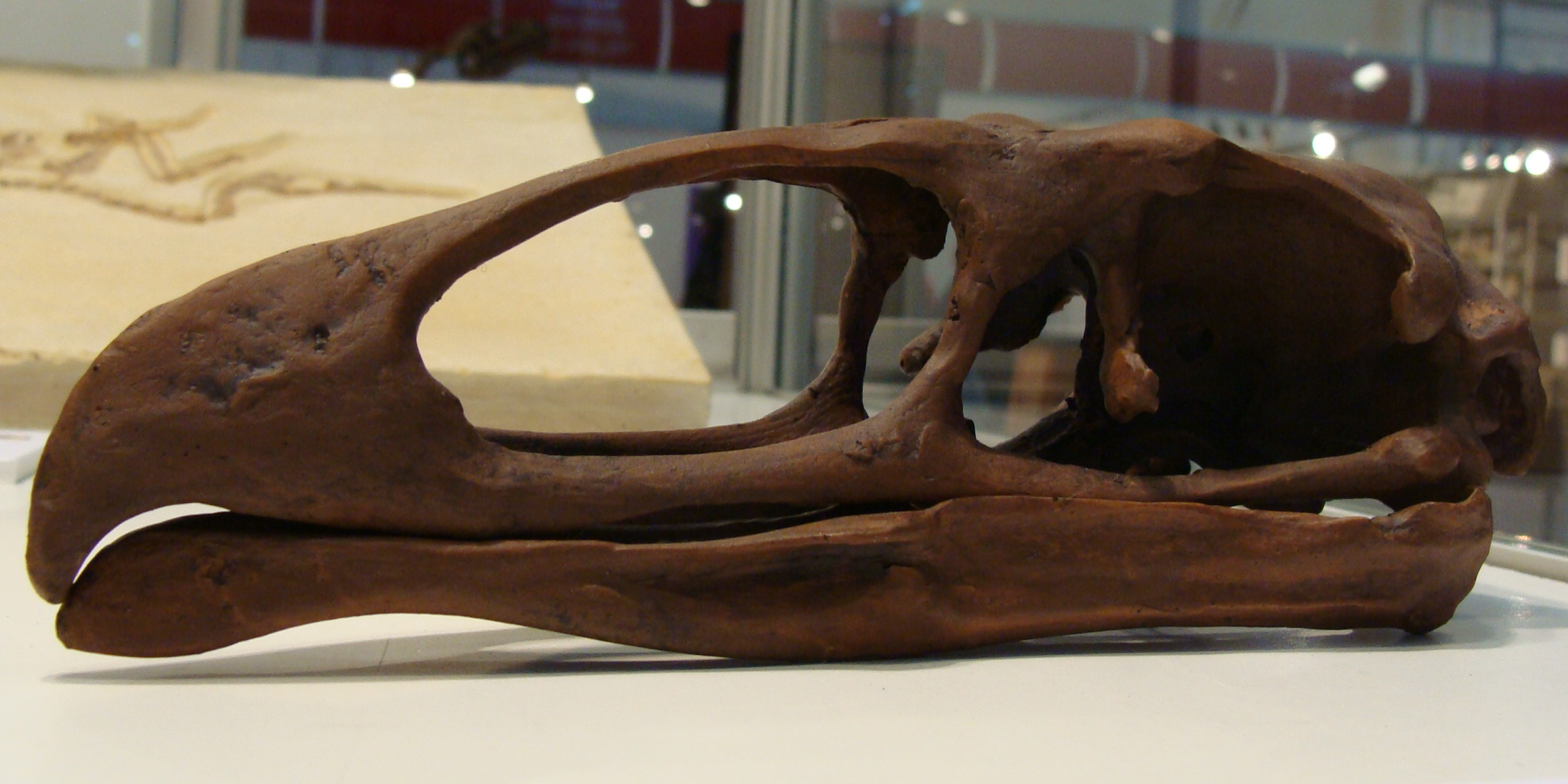
Vista laterale di un cranio.

Tuttavia, gli studi hanno dimostrato che il forte becco di questo animale mal si prestava a una dieta saprofaga, rivelandosi invece più adatto alla predazione attiva di piccoli animali: con le sue dimensioni, un Teratornis poteva agevolmente inghiottire un coniglio intero, e costituire una minaccia anche per l'uomo. Analizzando la conformazione del becco e degli artigli, però, gli studiosi sarebbero propensi a credere che la sua dieta consistesse piuttosto in pesci ed altri animali acquatici, che venivano catturati in maniera simile a quanto osservabile nel ventunesimo secolo nel falco pescatore: il Teratornis aggrediva però senza problemi anche i piccoli animali che giungevano ad abbeverarsi presso le pozze d'acqua. Questo spiegherebbe anche il motivo per cui una così grande quantità di questi uccelli si trovasse in una zona paludosa com'era Rancho La Brea nel Pleistocene.

## Estinzione
La specie si estinse probabilmente a causa della glaciazione del Wisconsin, che causò cambiamenti climatici importanti, determinando un'alterazione nelle precipitazioni (che portò a una riduzione dell'habitat) e conseguente scarsità di prede: il declino della specie venne accelerato dalla competizione per il cibo con falchi e aquile, oltre che con i primi uomini che colonizzarono l'ambiente, per i quali il Teratornis era allo stesso tempo un potenziale predatore e una preda.